# Шилово (Волоколамский район)
Шилово — деревня в Волоколамском городском округе Московской области России.

## Население
| 1852 | 1859 | 1926 | 2002 | 2006 | 2010 | 2013 |
| ---- | ---- | ---- | ---- | ---- | ---- | ---- |
| 332  | ↗372 | ↗618 | ↘35  | ↗39  | ↘29  | ↗37  |
| 2014 | 2015 | 2016 |      |      |      |      |
| →37  | ↗40  | ↗42  |      |      |      |      |

## Расположение
Деревня Шилово расположена на правом берегу реки Ламы (бассейн Иваньковского водохранилища) примерно в 15 км к северо-западу от центра города Волоколамска. Ближайшие населённые пункты — деревни Мусино, Малое Сырково и село Ярополец. Связана автобусным сообщение с окружным центром.

## Исторические сведения
В «Списке населённых мест» 1862 года Шилово — владельческая деревня 2-го стана Волоколамского уезда Московской губернии по правую сторону Старицко-Зубцовского тракта от города Волоколамска до села Ярополча (до левого берега реки Ламы), в 16 верстах от уездного города, при реке Ламе, с 43 двором и 372 жителями (187 мужчин, 185 женщин).
По данным на 1890 год входила в состав Яропольской волости Волоколамского уезда, число душ мужского пола составляло 186 человек.
В 1913 году — 99 дворов.
В материалах Всесоюзной переписи населения 1926 года указаны Шилово Новое (194 жителя, 44 крестьянских хозяйства, сельсовет) и Шилово Старое (424 жителя, 66 крестьянских хозяйств, совхоз).
С 1929 года — населённый пункт в составе Волоколамского района Московской области. До 2019 года относился к Ярополецкому сельскому поселению, до реформы 2006 года — к Ярополецкому сельскому округу. До 1939 — центр Шиловского сельсовета.

## Известные уроженцы и жители
- Чещарин Иван Васильевич (7 июля 1924 — 30 апреля 2000) — Герой Советского Союза, сержант, командир отделения взвода инженерной разведки 665-го отдельного сапёрного батальона 385-й стрелковой дивизии 50-й армии 2-го Белорусского фронта, участник Великой Отечественной войны[18].